# Монте Кавало
Мо̀нте Кава̀ло (на италиански: Monte Cavallo) е община в Централна Италия, провинция Мачерата, регион Марке. Разположено е на 648 m надморска височина. Населението на общината е 155 души (към 2010 г.).
Административен център на общината е село Пие дел Сасо (Pié del Sasso).